# Consur Cup 2014
La Consur Cup del 2014 fue la primera edición del triangular organizado la Confederación Sudamericana de Rugby (CONSUR) entre el campeón del año anterior y los dos mejores equipos ubicados a continuación en el Sudamericano A 2013. El año anterior la Consur había establecido un nuevo formato para el Sudamericano de Rugby A, disponiendo su disputa en dos etapas: una primera etapa llamada "Mayor A", sin participación del campeón del año anterior, y una segunda etapa llamada Consur Cup, con participación del campeón del año anterior, junto a los dos mejores clasificados de la primera etapa. El ganador fue Argentina que se consagró así también ganador del Sudamericano de Rugby A 2014. 

## Equipos participantes
- Selección de rugby de Argentina (Los Pumas)
- Selección de rugby de Chile (Los Cóndores)
- Selección de rugby de Uruguay (Los Teros)

## Posiciones
| Pos. | Equipo    | Encuentros | Encuentros | Encuentros | Encuentros | Tantos  | Tantos    | Tantos     | Puntos |
| Pos. | Equipo    | jugados    | ganados    | empatados  | perdidos   | a favor | en contra | diferencia | Puntos |
| ---- | --------- | ---------- | ---------- | ---------- | ---------- | ------- | --------- | ---------- | ------ |
| 1    | Argentina | 2          | 2          | 0          | 0          | 138     | 21        | + 117      | 6      |
| 2    | Uruguay   | 2          | 1          | 0          | 1          | 64      | 78        | - 14       | 3      |
| 3    | Chile     | 2          | 0          | 0          | 2          | 25      | 128       | - 103      | 0      |

Nota: Se otorgan 3 puntos al equipo que gane un partido, 1 al que empate y 0 al que pierda

## Resultados

### Primera Fecha
Partido del Sudamericano de Rugby A 2014
| 10 de mayo 15:45 | Uruguay | 55 - 13 | Chile | Estadio Charrúa, Montevideo, Uruguay                           |                                                                |
|                  |         | Reporte |       | Asistencia: 5000 espectadores Árbitro(s): Ignacio Iparraguirre | Asistencia: 5000 espectadores Árbitro(s): Ignacio Iparraguirre |

TV: VTV+

### Segunda Fecha
| 17 de mayo 15:45 VTV | Uruguay | 9 - 65  | Argentina | Estadio Parque Artigas, Paysandú, Uruguay |                              |
|                      |         | Reporte |           | Árbitro(s): Henrique Platais              | Árbitro(s): Henrique Platais |

### Tercera Fecha
| 25 de mayo 15:00 CDO Premium | Chile | 12 - 73 | Argentina | Complejo Eliana Gaete Lazo, Santiago, Chile |                               |
|                              |       | Reporte |           | Árbitro(s): Alejandro Longres               | Árbitro(s): Alejandro Longres |

| Bandera de Argentina |
| Campeón Argentina    |
| Primer título        |